# Eufloria
Eufloria (anciennement Dyson) est un jeu vidéo indépendant de stratégie en temps réel développé par Rudolf Kremers et Alex May, distribué sur Steam. Il est sorti en 2009 sur PC (Windows) et en 2012 sur l'iPad,.

## Système de jeu
Eufloria est un jeu de stratégie dont le but est la colonisation totale de toutes les planètes. Pour cela, vous contrôlez une colonie de bourgeons pouvant attaquer et conquérir les planètes rivales ou défendre les vôtres. Chaque planète vous permettra d’acquérir de nouveaux bourgeons avec des caractéristiques précises (l'endurance, la force ou la vitesse) vous permettant ainsi de personnaliser votre stratégie d'attaque ou de défense.

## Récompenses
- Independent Games Festival 2009 : nommé au Grand prix Seumas-McNally

## Suite
Le jeu a connu une suite sous la forme d'un rogue-like sur PlayStation Vita intitulé Eufloria Adventures. Il a reçu la note de 3/10 dans Canard PC.